# Бенадір
Банадір (сом. Banaadir або сом. Xamar?) — регіон (gobol) на південному заході Сомалі. Його центром є Могадішо.

## Опис
Межує з сомалійськими регіонами Середня Шабелле (Shabeellaha Dhexe) і Нижня Шабелле (Shabeellaha Hoose) і з Індійським океаном.
Топонім «Банадір» (Banaadir) походить від перського   bandar , що означає «порт». Термін застосовувався до прибережних міст Могадішо і Барава. Топонім відображає середньовічну позицію регіону як ключового торгового центру, пов'язаного з Персією і Аравійським півостровом. Банадір також відомий своєю місцевої породою сомалійських кіз (Somali goat).
Його столицею є Могадішо незважаючи на те, що адміністративний регіон збігається з території міста. Банадір набагато менше історичного регіону Бенадір (Benadir), який простягається здебільшого центральним і південним морським узбережжям країни з виходом в Індійський океан до р. Джуба і включає Могадішо.
Банадір — найменший з адміністративних регіонів Сомалі (gobol).